# Parvanachis
Parvanachis is een geslacht van weekdieren uit de klasse van de Gastropoda (slakken).

## Soorten
- Parvanachis adamsi de Maintenon, 2014
- Parvanachis dichroma de Maintenon, 2014
- Parvanachis diminuta (C.B Adams, 1852)
- Parvanachis minibrunnea de Maintenon, 2014
- Parvanachis mullineri (Poorman, 1983)
- Parvanachis nigricans (G. B. Sowerby I, 1844)
- Parvanachis obesa (C. B. Adams, 1845)
- Parvanachis ostreicola (Sowerby III, 1882)
- Parvanachis paessleri (Strebel, 1905)
- Parvanachis pygmaea (G. B. Sowerby I, 1832)